# نقابة أطباء الأسنان (فلسطين)
تأسست نقابة أطباء الأسنان في عام 1952 بمركزَيها القدس وعمان، وهي من أقدم النقابات المهنية.

يمثل مركز القدس الجسم النّقابي لأطباء الأسنان في الضفة الغربية في فلسطين.

## مجلس النقابة سنة 2014\2016
1. د. رائد الجعبة: النقيب
2. د. محمد عرار: نائب النقيب
3. د.ديب الدبس: أمين السر
4. د. وسيم الوحوش: أمين الصندوق
5. د.رائد الجنيدي: رئيس اللجنة الفرعية في محافظة القدس
6. د.رمزي العزة: رئيس اللجنة الفرعية في محافظة بيت لحم
7. د.خالد الطرايرة: رئيس اللجنة الفرعية في محافظة الخليل
8. د.ناصر أبو زهرة: رئيس اللجنة الفرعية في محافظة نابلس
9. د.اّيات السلمان: رئيس اللجنة الفرعية في محافظة سلفيت
10. د.اياد جلامنة: رئيس اللجنة الفرعية في محافظة جنين
11. د.محمد عمران: رئيس اللجنة الفرعية في محافظة طولكرم
12. د.أحمد نوفل: رئيس اللجنة الفرعية في محافظة قلقيلية
13. د.أحمد اسعيفان: رئيس اللجنة الفرعية في محافظة رام الله والبيرة
14. د.جمال دراغمة: رئيس اللجنة الفرعية في محافظة طوباس
15. د.عماد الغول: عضو
16. د.رأفت الزبن: عضو
17. د.حمزة فرحات: عضو
18. د.معتصم اسيا: عضو
19. د.علي صبرة: عضو
20. د. محمد عمرو: عضو
21. د.شادي أبو صالحة: عضو

## نقباء سابقين
- ثابت ثابت.

## الأهداف العامة
إن الهدف من تأسيس النقابة خدمة منتسبيها حيث نصت المادة رقم (6) من قانون النقابة على:
1. رفع مستوى المهنة وحمايتها والدفاع عنها وتنظيمها.
2. التعاون مع الوزارة وجميع المؤسسات والهيئات ذات العلاقة لرفع المستوى الصحي.
3. جمع كلمة الأطباء والمحافظة على حقوقهم وكرامتهم.
4. المحافظة على آداب المهنة.
5. تامين الحياة الكريمة للأطباء وعائلاتهم في حالة العجز أو الشيخوخة والوفاة.
6. توفير العمل المهني للأعضاء وتنظيم التعاون في ممارسة المهنة وتقديم المعونة الطبية لغير القادرين من المواطنين.
7. توثيق الصلات مع مع أطباء الأسنان في خارج البلاد ومع نقابات وجمعيات طب الفم والاسنان العربية والأجنبية.

## قانون وانظمة النقابة
- صدر قانون النقابة تاريخ 6/5/1972 في الجريدة الرسمية.

- صدر نظام ترخيص أطباء الأسنان بمقتضى القانون (80) من قانون الصحة العامة سنة 1971.

- إصدار نظام تقاعد أطباء الأسنان سنة 1976.

- إصدار نظام ترخيص عيادات ومراكز طب الأسنان سنة 2001.

- إصدار قانون المجلس الطبي الفلسطيني للطب وطب الأسنان سنة 2002. 

- تم اقامة أول يوم لصحة الفم والأسنان 10/1983 والذي أصبح يوما عربيا.

نظام النشاط المستمر
المادة 1:- المسمى يسمى هذا النظام بنظام النشاط المستمر (C.A.S).
المادة 2:- غاياته
أ-التطبيق العملي والحقيقي لأهداف النقابة المعلنة للهيئة العامة
ب-اجتثاث الترهل في العمل النقابي إن وجد
ج-التعليم الطبي المستمر
د-التواصل الدائم بين النقابة والهيئة العامة.
المادة 3:- التنفيذ
أ‌-	يبدأ العمل (جمع النقاط) بهذا النظام في حال إقراره من الهيئة العامة ابتداءً من 1/1/2011.
ب‌-	يبدأ العمل (التطبيق) لهذا النظام ابتداءً من 1/1/2012.
ج- تستثنى انتخابات دورة 2012-2014 من هذا النظام فقط وتحتسب نصف الأرقام المذكورة للمرشحين في هذه الدورة فقط.
د-يستثنى طبيب الأسنان الذي يسجل في النقابة خلال السنة الأولى من تسجيله.
المادة 4:-	استخدام (فائدة) النقاط:-
أ‌-	للحصول على شهادة عضوية، لمن يهمه الأمر، دليل نقابة أطباء الأسنان، الهوية أو أي ورقة من قبل النقابة يشترط الحصول على ما لا يقل عن 10 نقاط خلال سنة سابقة لتاريخ إصدار الشهادة أو تاريخ الطلب.
ب- من أجل الترشح للانتخابات يكون بالإضافة إلى الشروط المنصوص عليها في النظام الداخلي لشروط الترشح كالآتي:-
1.	عضو هيئة إدارية للجنة الفرعية 15 نقطة خلال الدورة الحالية.
2.	رئاسة اللجنة الفرعية 25 نقطة خلال الدورة الحالية.
3.	عضوية المجلس (أحد الأعضاء التسعة) 40 نقطة خلال الدورة الحالية.
4.	عضو هيئة المكتب (نائب نقيب، أمين سر، أمين صندوق) 60 نقطة خلال الدورة الحالية.
5.	منصب النقيب 80 نقطة خلال الدورة الحالية.
6.	عضوية صناديق النقابة والجمعيات التابعة للنقابة 30 نقطة.
7.	رئاسة صناديق النقابة والجمعيات التابعة للنقابة 40 نقطة.
8.	إذا رغب عضو المجلس بالترشح لدورة تلي الدورة التي هو عضو بها عليه الحصول على 150 نقطة بالإضافة إلى نقاط المنصب المطلوب.
المادة 5:- 	كيفية احتساب النقاط (جمعها):-
1.	المشاركة في اجتماع هيئة عامة محلية 5 نقاط.
2.	المشاركة في اجتماع هيئة عامة مركزية 15 نقطة.
3.	المشاركة في يوم علمي، أمسية علمية، نشاط اجتماعي في نفس المحافظة 5 نقاط.
4.	المشاركة في يوم علمي، أمسية علمية، نشاط اجتماعي في خارج المحافظة 10 نقاط.
5.	المشاركة في أي دورة نقابية (علمية، مهنية....) 15 نقطة.
6.	المشاركة في مؤتمر علمي فلسطيني أو دولي 25 نقطة.
7.	محاضر في يوم علمي داخل الوطن 5 نقاط.
8.	محاضر في مؤتمر عملي خارج أو داخل الوطن 5 نقاط.
9.	اجتماع مجلس النقابة المركزي 5 نقاط.
المادة 6:-	خصم النقاط:
	في حالة إدانة عضو الهيئة العامة بأية مخالفة فللمجلس الحق في خصم ما يراه مناسبا من عدد النقاط.
المادة 7:-	متفرقات:-
أ‌-	يتولى تسجل النقاط مركز القدس بشكل مركزي في قوائم الحضور والتي ترسل موقعة من قبل رئيس اللجنة الفرعية وعضوين من الهيئة الإدارية عبر الفاكس إلى المركز.
ب‌-	الحاصل على أعلى النقاط من الهيئة العامة والحاصل على أعلى النقاط من أعضاء المجلس، سيحصلان على درع الكفاءة والتميز للدورة النقابية.
ج- يستثنى من الفقرة (أ) المادة (4) طبيب الأسنان المقيم خارج الوطن.
د- يشترط في الفقرة (6) من المادة (5) أن يكون الطبيب مسجل ضمن قائمة الوفد الفلسطيني المشارك في المؤتمر الدولي والموقعة من قبل رئيس لجنة المؤتمرات والموثقة في سجلات مركز القدس.

## الجمعيات المنبثقة من نقابة أطباء الأسنان الفلسطينية
الجمعية الفلسطينية لزراعة الأسنان

الجمعية الفلسطينية لتقويم الأسنان

الجمعية الفلسطينية لجراحة الوجه والفكين